# 广东文艺职业学院
广东文艺职业学院，简称广东文艺职院，位于中华人民共和国广东省广州市，是经广东省人民政府批准、国家教育部备案的广州市属普通高校，学校代码:13707。

## 历史
学院前身是由广州市人民政府市长叶剑英1950年3月创办的华南人民文学艺术学院，校名由中国共产党中央委员会主席毛泽东题写。1985年，更名为华南文艺业余大学。1995年，更名为华南文艺成人学院，中共广东省委宣传部副部长、省文联主席担任院长。2004年，定名为广东文艺职业学院。2022年，学校和广东省旅游职业技术学校开展集团化办学。

## 教学机构
- 马克思主义学院
- 设计与工艺美术学院
- 音乐与舞蹈学院
- 影视与动漫学院
- 酒店管理学院
- 旅游管理学院
- 烹饪与营养学院
- 人文与教育学院
- 财贸与外语学院
- 创新创业学院（招生与就业指导中心）
- 继续教育学院
- 中职教育部